# Rivka Golani
Rivka Golani (Tel Aviv (Israël), 22 maart 1946) is een Canadees altvioliste. Zij heeft als soliste wereldwijd opgetreden met veel orkesten, waaronder het Boston Symphony, Calgary Philharmonic, Koninklijk Concertgebouw, BBC Symphony, BBC Philharmonic, Hong Kong Symphony, Singapore Symphony, Royal Philharmonic, Rotterdam Philharmonic, Israëlisch Filharmonisch, Tokyo Metropolitan, Montreal Symphony and the Toronto Symphony. Meer dan 250 stukken zijn voor haar geschreven, waaronder meer dan zestig concerten.
Onder Golani's CD-opnamen zijn het celloconcert van Edward Elgar met het Royal Philharmonic Orchestra, het Concert voor altviool van Bartók met het Boedapest Symfonieorkest, Martinů's rapsodyconcert met het Berner Symfonie Orkest, Chaconne van de Pulitzerprijs winnaar Michael Colgrass met het Toronto Symphony Orchestra, en een set van drie CD's  met werken van Johann Sebastian Bach voor solo altviool.
Het BBC Music Magazine heeft haar opgenomen in zijn lijst van de tweehonderd belangrijkste instrumentalisten en de vijf belangrijkste violisten die momenteel optreden.
Als docente trekt Golani uit de hele wereld studenten naar haar masterclasses. Zij is professor aan het Trinity College of Music in Londen en heeft ook lesgegeven aan het Conservatorium van Birmingham, de Universiteit van Toronto en Londens Royal Academy of Music.

## Biografie
Golani is geboren in Tel Aviv. Haar vader kwam uit Warschau en had zijn familie verloren in de Holocaust, haar moeder kwam uit het Poolse Galicië. Golanis ouders waren kunstzinnig, en zij begon op haar zevende met vioolspelen, terwijl haar zus cello studeerde.
Golani studeerde viool aan de Rubin Academy of Music van de Universiteit van Tel Aviv met violist Alexander Moskowsky en altviolist Ödön Pártos. Op haar 21e stapte ze over naar de altviool. Ze werd soliste bij het Israëlisch Filharmonisch Orkest en verschillende andere Israëlische orkesten.
Ze trouwde met de Hongaarse vioolbouwer Otto Erdesz. Hij bouwde voor haar wat gedurende haar hele carrière haar favoriete instrument bleef. In 1974 verhuisde het paar naar Canada, waar Golani in 1983 het staatsburgerschap kreeg. Na hun scheiding hertrouwde Golani met Jeremy Fox en verhuisde naar Londen, waar ze nog altijd woont. Golani is ook kunstschilder en heeft geëposeerd in de Verenigde Staten, Canada, Israël en het Verenigd Koninkrijk.
Zij is erelid van de Club van Boedapest.

## Discografie
- Arnold, M. Concerto for Viola and Chamber Orchestra, Op. 108. London Musici, Mark Stephenson - dirigent. Conifer Classics 75605-51211-2 (1992, opgenomen in 1991), Conifer Classics 75605 51263 2 (1996)
- Bach, J.S. Six Suites for solo Violoncello - transcribed for solo Viola BWV 1007-1012; Bach/Z. Kodály (arr.) Chromatic Fantasy BWV 903;  J. S. Bach Chaconne BWV 1004. (2001). MVCD 1141-3 CBC Records
- Bach, J.S. Brandenburg Concertos - Complete Set (No. 6 for two violas & Orchestra), CBC Vancouver Orchestra, Mario Bernardi - dirigent. CBC - SMCD5082
- Bach, J.S. Chromatic Fantasia (ed. Kodály) in The History of the Viola on Record, Vol IV.. Pearl - GEMS 0039
- Bartók, B. Viola Concerto; Serly Viola Concerto; Rhapsody. Budapest Symphony Orchestra, Andras Ligeti - dirigent. (1990). Conifer CDCF-189 (CD)
- Bax, A. Fantasy Sonata; J. S. Bach Sonata No. 2;  Morawetz Sonata for harp and viola. Met Judy Loman - harp. (1994). Marquis ERAD 131
- Berlioz, H. Harold in Italy. San Diego Symphony Orchestra, Yoav Talmi - dirigent. Naxos 8.553034
- Brahms, J. The Three Piano Quartets. Met het Borodin Trio. (1990). 2-Chandos CHAN-8009 (CD)
- Brahms, J. Viola Sonata in F minor opus 120, no. 1, Viola Sonata E flat opus 120, no. 2;  J. Joachim Variations on an Original Theme (opname wereldpremière) opus 10. Met Konstantin Bogino - piano. (1991). Conifer CDCF 199
- Brahms, J. Zwei Gesânge, Op. 91 in "Maureen Forrester", met Maureen Forrester - Contralto and Thomas Muraco - Piano. CBC Records PSCD-2017
- Britten, B. Lachrymae. I Musici de Montréal (1990). Chandos CHAN-8817 (CD)
- Cherney, B. Chamber Concerto for Viola and Ten Players. NMC Ens, R. Aitken - dirigent. String Trio. Otto Armin - viool, P. Schenkman - cello. (1981). RCI 537
- Cherney, B. Shekinah for solo viola; In Stillness Ascending, met L. P. Pelletier - piano. (1991). McGill 750036-2
- Colgrass, M. Chaconne for Viola & Orchestra (CD also includes Bloch E. Suite Hébraique; Hindemith, P. Trauermusik; Britten, B Lachrymae), met Toronto Symphony Orchestra, Andrew Davis - dirigent. CBC SM-2-5087
- Elgar, Sir Edward. Cello Concerto in E minor, opus 85 (Viola transcription: L. Tertis); Bax, Arnold: Phantasy for Viola and Orchestra - 1920. Royal Philharmonic Orchestra, Vernon Handley - dirigent. (1988). Conifer CFC-171/CDCF 171
- Freedman, H. Opus Pocus. Met Robert Aitken - fluit, Otto Armin - violin, Peter Schenkman - cello. (1983). Centrediscs CMC-0983
- Glick, S.I. Music for Passover. Beth Tikvah Synagogue Choir, Beth Tzedec Chor, Kernerman viool, McCartney viool, Miller cello, Glick dirigent. 4-ACM 34 (CD)
- Hatzis, C. Pyrrichean Dances, met Beverley Johnston - Percussion, and Symphony Nova Scotia, Bernhard Gueller - dirigent, CBC Records, SMCD-5243
- Koprowski, P. Concerto for Viola and Orchestra. Toronto Symphony, Jukka-Pekka Saraste - dirigent. (2001). SMCD 5206
- Martinu, B. Rhapsody-Concerto. Bern Symphony Orchestra, Peter Maag - dirigent. (1986). Conifer CFC-146
- Papineau-Couture, J. Prouesse. (1986). RCI 647
- Prokofiev, S. Overture on Hebrew Themes OP. 34 - met het Borodin Trio en James Campbell. CHAN-8924
- Rubbra, E. Concerto in A for viola and orchestra, opus 75; Little violin. (1994). Royal Philharmonic Orchestra, Vernon Handley - dirigent. Conifer CDCF 225
- Schumann, R. Märchenerzählungen. Met J. Campbell - klarinet, William Tritt - piano. (1986). RCI 637
- Schumann, R. Fairly Tales Op. 113; 3 Romances Op. 94; 5 Pieces in Folk Style Op. 102; Fairy Tale Narrations with clarinet Op. 132. Met Joaquín Valdepeñas - klarinet. Bernadene - Blaha piano. (1999). MVCD 1127
- Sohal, N. Shades IV in Chamber Music Vol. I - MERUCD001
- Weill, K.  Kiddush (in The London Viola Sound); viola solo and  48 violas from London orchestras, Geoffrey Simon - dirigent, CALA Records - CACD0106
- Yuasa, Joji. Eye on Genesis - Revealed Time for Viola & Orchestra. Tokyo Metropolitan Orchestra, Hiroyuki Iwaki - dirigent. FOCD-2508
- Zehavi, O. Concerto for Viola * Orchestra. Haifa Symphony Orchestra, Stanley Sperber - dirigent. MII-CD-22
- Zuckert, L. Shepherd's Sadness, Lento Triste. Met Patricia Parr - piano. (1986). Jubal 5007

### Compilaties
- The Viola Volume I: Grigoras Dinicu: Hora Staccato; Gabriel Faure: Après un Rêve Op. 7; Claude Debussy: Romance; Antonín Dvořák: Bagatelle No. 3 Henry Purcell: Aria; Enrique Granados - Spanish Dance, Op. 37 No. 2 "Oriental" (twaalf Spaanse dansen); Johannes Brahms: Hungarian Dance No. 1 - Hungarian Dance No. 3 in F Major; Arthur Benjamin: Jamaican Rumba; Modest Petrovich Mussorgsky - Hopak; Christoph Willibald Gluck: Melody from Orfeo; Richard Heuberger: Midnight Bells; Fritz Kreisler: Liebesleid - Schön Rosmarin; Carl Maria von Weber: Andante and Hungarian Rondo in C minor. J. 79
- The Viola Volumes II & III: Franz Schubert: Sonata in A minor for Arpeggione and Piano; Robert Schumann: Märchenbilder (Schumann), Op. 113; Joachim: Hebrew Melodies (Impressions of Byron's Poems), Op. 9; Brahms: Sonata F minor Op. 120, No. 1; Dmitri Shostakovich: Sonata for Viola and Piano Op. 147. Samuel Sanders - piano. 1984-5. 2-Masters of the Bow MBS-2021-2
- Viola Nouveau: Works by Barnes - Cherney - Jaeger - O. Joachim - Prévost. (1983). Centrediscs CMC-0883/(Prévost) 6-ACM 28
- Prouesse: Works by Jaeger - Tittle - Mozetich - Papineau-Couture - Southam. Centrediscs CMC-4492
- Rivka Golani: Works by MacIntosh - Harmon - Hiscott - Colgrass. Centrediscs CMC-5798
- I Heard a Voice from Heaven - Jewish Devotional Music of 18th - 20th Centuries, Cantor Louis Danto met pianist Lawrence Pitchko, Cadenza Records, Toronto, Canada
- Rivka Golani Encores: Works by Brahms, Kreisler, Paganini, Gluck, Rachmaninov, von Weber, Wieniawski, Massenet, Godowsky (Heifetz), Dinicu (Heifetz) and Bruch, met Michelle Levin, Piano, Hungaroton Classic HCD 32645